# Júlio Machado de Sousa Vaz
Júlio Machado de Sousa Vaz (Santo Ildefonso, Porto, 6 de setembro de 1909 – 7 de março de 1999) foi um professor universitário português.

## Biografia
Filho do médico e deputado Ângelo Alves de Sousa Vaz e de sua mulher Maria Manuela Machado Guimarães (Sé Nova, Coimbra, 19 de janeiro de 1881 – Porto, 12 de setembro de 1967), filha perfilhada do futuro Presidente da República Portuguesa Bernardino Machado, nascida da relação deste com Beatriz de Jesus Franco, e neta paterna do 1.° Barão de Joane. Foi madrinha de batismo Elzira Dantas Machado, esposa do avô materno de Júlio, Bernardino Machado.
Licenciado (1932) e doutorado (1940) em Medicina pela Universidade do Porto, foi professor da disciplina de Bacteriologia e Parasitologia (1956) e de Higiene e Medicina Social (1959), bem como diretor do Laboratório de Bacteriologia e Higiene. A 25 de Julho de 1960 prestou provas para Professor Catedrático de Medicina da Faculdade de Medicina da Universidade do Porto, tendo sido aprovado. Foi ainda diretor do Serviço de Análises Clínicas do Hospital Universitário de São João.
Secretário do Conselho Médico-Legal e Secretário da Faculdade de Medicina da Universidade do Porto de 1960 a 1965, viria a declinar, em 1975, o convite para Reitor da Universidade do Porto, por entender que aquele mesmo cargo devia ser de eleição e não de nomeação governamental.
Foi Membro do Conselho Consultivo da Ciência e do Conselho de Bolsas de Estudos da Fundação Calouste Gulbenkian.

## Vida pessoal
A 7 de junho de 1934, casou primeira vez civilmente, no Porto, com Maria Amélia Costa Coelho, natural do Rio de Janeiro, de quem se divorciou por sentença de 30 de abril de 1940.
A 27 de dezembro de 1948, casou segunda vez civilmente, em Lisboa, com a cantora Maria Clara (nascida Maria da Conceição Ferreira). Deste casamento nasceu o futuro médico e sexólogo Júlio Machado Vaz. Foram padrinhos de casamento os pais do noivo e a mãe e o irmão da noiva.